# Cambridge University Chess Club
Cambridge University Chess Club (CUCC) – angielski klub szachowy funkcjonujący przy uniwersytecie w Cambridge, jedenastokrotny mistrz National Club Championships.

## Historia
W 1832 roku na terenie uniwersytetu w Cambridge założono Trinity Chess Club, jednak obejmował tylko członków Kolegium Trójcy Świętej. W latach 1847 i 1855 klub ten rozegrał mecze korespondencyjne z Hermes Chess Club z Uniwersytetu Oksfordzkiego. W 1856 roku powstał Cambridge University Chess Club, skupiający nauczycieli akademickich. 15 lutego tegoż roku zorganizował pierwszy turniej. W 1860 roku z przyczyn organizacyjnych i finansowych klub zawiesił działalność, wskrzesił ją dzięki staraniom pastora M. Wilkinsona w 1864 roku. W 1866 roku rozegrano mecze korespondencyjny z Dublinem i Bristolem. W związku ze słabnącą popularnością klubu w 1868 roku nastąpiło ponownie zawieszenie jego działalności, do 1871 roku. W latach 80. XIX wieku działalność klubu została znacząco ograniczona, następnie klub został zreorganizowany w 1890 roku i funkcjonował do 1905 roku.
Obecny klub uniwersytecki powstał w 1871 roku, a jego pierwszym prezesem został pastor A.H. Smith. W tym samym roku zespół rozegrał pierwszy mecz korespondencyjny z Oxford University Chess Club. W 1872 roku klub wcielił Trinity Chess Club i przyjął nazwę Cambridge Staunton Chess Club, a rok później został przemianowany na Junior Cambridge University Chess Club i uzyskał prawo do stosowania nazwy Cambridge University Chess Club w meczach z Uniwersytetem Oksfordzkim. W 1873 roku, z pomocą Wilhelma Steinitza, rozpoczęto cykl corocznych turniejów szachowych Varsity między uniwersytetami z Cambridge i Oxfordu. W 1881 roku klub przyjął stałą nazwę Cambridge University Chess Club.
Klub uczestniczył w różnorodnych ligach szachowych. Po II wojnie światowej jedenastokrotnie wygrał mistrzostwa National Club Championships (1950, 1958, 1960, 1969–1970, 1972–1975, 1984, 1986). CUCC wygrywał również w mistrzostwach kategorie Major (1988), Intermediate Plate (1989) i Minor (1982–1983), a w 1974 roku wygrał British Team Lightning Championship. W sezonie 1975/1976 klub uczestniczył w Pucharze Europy. Angielski zespół przegrał wówczas w pierwszej rundzie z Vejlby-Risskov SK. W sezonie 2007/2008 klub zadebiutował w pierwszej dywizji 4NCL, uzyskując wówczas dziewiąte miejsce. W 2010 roku szachiści klubu zajęli siódme miejsce w lidze, a w roku 2013 – ósme. W 2016 roku zespół spadł z Division 1; do pierwszej ligi powrócił na sezon 2017/2018, a ponownie awansował do Division 1 w 2019 roku. W sezonie 2021/2022 klub zajął ósme miejsce w lidze. W następnym sezonie zespół był przedostatni w Division 1 i spadł z ligi.
Zawodnikami klubu byli m.in. John Grantley Cooper, Anita Gara, Ravi Haria, Karl Mah, Jonathan Mestel, Aaron Pixton, Iweta Rajlich, Vasik Rajlich, Michael Stean i John-Paul Wallace.